# Kawtar Aït Omar
Kawtar Aït Omar (Heerlen, 19 februari 2004) is een voetbalspeelster van Marokkaanse afkomst uit Nederland. Ze speelt als middenvelder voor KRC Genk in de Super League.

## Clubcarrière
Kawtar Aït Omar speelde in haar jeugdjaren voor RKSV Bekkerveld en Sporting Heerlen. Daarna trok ze naar het Duitse Allemania Aachen. Na twee jaar vertrok Aït Omar naar de jeugdopleiding van VV Alkmaar.
Toen Fortuna Sittard in het seizoen 2022/23 voor het eerst met een vrouwenteam kwam, keerde Aït Omar terug in Limburg. Ze begon in het jeugdteam van de Fortunezen, maar maakte al snel meermaals onderdeel uit van de wedstrijdselectie van het eerste elftal van Fortuna Sittard.
Op 3 juli 2023 tekende Aït Omar haar eerste profcontract bij Fortuna Sittard.. Daarnaast gaat ze volledig onderdeel uitmaken van het eerste team. Op 17 maart 2024 maakte Aït Omar haar debuut voor Fortuna Sittard in een KNVB Beker wedstrijd tegen FC Utrecht.
Zonder haar debuut in de Vrouwen Eredivisie te hebben gemaakt, verkaste Aït Omar op 8 juli 2024 naar het Belgische KRC Genk.  Met deze club komt ze uit in de Super League.

## Statistieken
| Seizoen | Club            | Land      | Competitie   | Wedstrijden | Doelpunten |
| ------- | --------------- | --------- | ------------ | ----------- | ---------- |
| 2022/23 | Fortuna Sittard | Nederland | Eredivisie   | 0           | 0          |
| 2023/24 | Fortuna Sittard | Nederland | Eredivisie   | 0           | 0          |
| 2024/25 | KRC Genk        | België    | Super League | 0           | 0          |
| Totaal  | Totaal          | Totaal    | Totaal       | 0           | 0          |

Laatste update: 8 juli 2024

## Interlandcarrière
Kawtar Aït Omar heeft vele jeugdelftallen van Marokko doorlopen. Op 13 februari 2023 werd ze voor het eerst opgeroepen voor de selectie van het Marokkaanse seniorenteam dat zich voorbereidde voor het WK 2023 in Australië en Nieuw-Zeeland.